# علاءالدین سجادی
علاءالدین سجادی (۱۹۰۷ - ۱۹۸۴)، نویسنده، شاعر و ادیب کرد است. سجادی در کردستان ایران شهر سنندج به دنیا آمد. پس از پایان تحصیلات مذهبی در سال ۱۹۳۸ به عنوان کارمند استخدام شد. از سال ۱۹۳۹ فعالیت در زمینه روزنامه نگاری را آغاز کرد و در سال ۱۹۴۱ سردبیر مجله کردی زبان گلاویژ شد. در سال ۱۹۴۸ مجله‌ای دوزبانه (کردی-عربی) به نام نظار را بنیان گذاشت. وی در فاصله سال‌های ۱۹۵۸ تا ۱۹۷۴ به تدریس ادبیات و تاریخ ادبیات کردی در دانشگاه بغداد پرداخت.

## آثار
- ڕشتهٔ مرواری (رشته مروارید)، مجموعه یادداشت‌ها، ۱۹۵۷.
- مێژوویی ئه‌ده‌بیاتی کوردی (تاریخ ادبیات کردی)، ۱۹۵۲.
- شۆرشی کوردان و شۆرشی ئێراق (انقلاب کردها و انقلاب عراق).
- هه‌میشه به‌هار (همیشه بهار)، داستان کوتاه، ۱۹۶۰.
- ده‌ستوور و فه‌رهه‌نگی زمانی کوردی (دستور زبان و فرهنگ واژگان زبان کردی)، ۱۹۶۱.
- ئه‌ده‌بی کوردی و لێکۆلینی ئه‌ده‌بی کوردی (ادبیات کردی و تحلیلی بر ادبیات کردی)، ۱۹۸۶.
- کورده‌واری (فرهنگ کردی)، ۱۹۷۴.
- ده‌قه‌کانێ ئه‌ده‌بی کوردی (متن‌هایی از ادبیات کردی)، ۱۹۷۸.
- ناوی کوردی (نام‌های کردی)، بغداد:انتشارات معارف، ۱۹۵۳.
- گه‌شتێک له کوردستان (سفری در کردستان).
- نرخ شناسی